# Vääna
Vääna is een plaats in de Estlandse gemeente Harku, provincie Harjumaa. De plaats heeft de status van dorp (Estisch: küla).

## Bevolking
Het dorp had 231 inwoners op 31 december 2011 en 255 inwoners op 31 december 2021.

## Ligging
De sterk meanderende rivier Vääna loopt langs de noordoostelijke grens van het dorp.